# همرفیق
همرفیق نام یک مجموعه شبکه نمایش خانگی با اجرا و کارگردانی شهاب حسینی است که از ۲۰ آذر ۱۳۹۹ با تهیه کنندگی حسن خدادادی شروع به پخش کرد. در هر قسمت از این برنامه مهمانی که دعوت شده‌است می‌تواند یک نفر را به عنوان همرفیق معرفی کند تا در برنامه حضور داشته باشد. فصل اول این برنامه ۳۱ قسمت دارد.

## ساختار برنامه
در قسمت بیست و پنجم همرفیق که در تاریخ ۶ خرداد ۱۴۰۰ پخش شد، در قسمتی از برنامه که «همرفیق» از طریق اپلیکیشن آپ می خواهد مبلغ بیست میلیون تومان را به یکی از شرکت کنندگان اهدا کند، شهاب حسینی نظر دو مهمان را درباره این اتفاق می پرسد. رکسانا بهرام نیز در جواب می گوید: «با توجه به طبقشون، به نظرم زیاد هم هست»  این سخنان او در فضای مجازی خبرساز شد و عده ای از مردم و برخی از هنرمندان به آن واکنش نشان دادند. یکی از هنرمندانی که با صحبت های رکسانا بهرام واکنش نشان داد حامد عسگری(شاعر) بود. 
او در واکنش به صحبت های بهرام نوشت: «خانم بازیگر و خواهرشون مهمان ‎همرفیق اند، چند ویدئو از مردم پخش میشود و ۲۰میلیون تومن قرار است به یکی از شرکت‌کننده‌ها هدیه بدهند، سیدشهاب میگوید: نظرتون راجع به بیست تومن؟؟ خواهر خانم بازیگر می‌گوید: با توجه به طبقه‌شون به نظرم زیاد هم هست.حالمون خوب نیست خواهشا شما دوزاری ها هم لگدمون نزنین.» 
محور اصلی برنامه، تکیه بر موضوع رفاقت و دوستی است، بیشتر مباحث مطروحه بین میزبان و مهمانان هم در رابطه با همین موضوع است؛ به همین علت است که مهمان برنامه بهترین دوست خود نیز دعوت می‌کند تا از اواسط برنامه به آن اضافه شود و گفتگو به صورت سه نفره ادامه پیدا کند.
مهمان اصلی یک هدیه یا یادگاری را با خود می‌آورد تا در حین اجرای برنامه به بهترین دوست خود که در آن‌جا حضور دارد اهدا کند و وی را غافلگیر کند. همچنین از طرف حامی مالی برنامه (شرکت آسان پرداخت پرشین) هدایایی به هر دو مهمان و یکی از تماشاگران برنامه اهدا می‌شود و به علاوه همه این‌ها در انتهای برنامه نیز تندیس مخصوص همرفیق که به شمایل دست دادن است به همراه انگشترهایی که عبارت «یا رفیق» روی آن‌هاست توسط شهاب حسینی به مهمانان اهدا می‌شود.
انتخاب ویدئوهای برگزیده و همچنین اعلام آمادگی جهت حضور در برنامه به عنوان تماشاگر صرفاً از طریق اپلیکیشن «آپ» (مربوط به شرکت آسان پرداخت) میسر است.
در قسمت دوم برنامه که هوتن شکیبا حضور داشت، وی به واسطه دوستی قدیمی‌اش با اعضای گروه بمرانی و سابقه اجرا با آن‌ها، با آن‌ها همراه شد و قطعه‌ای که پیش‌از این نیز اجرا کرده بودند را در برنامه خواندند.
علاوه بر گروه بمرانی که به اجرای موسیقی باکلام می‌پردازد، در هر قسمت از برنامه نیز از یک نوازنده دعوت می‌شود تا ساز مورد علاقه مهمان برنامه را برای دقایقی بنوازد و این بخش به صورت موسیقی بی‌کلام است. هرچند نمایش ساز و آلات موسیقی در صدا و سیما ممنوعیت دارد اما در این بخش از برنامه از سازهایی نظیر دیوان، کمانچه و… استفاده می‌شود.
قسمت دهم با حضور رضا صادقی را می‌توان موزیکال‌ترین قسمت همرفیق نامید؛ در این قسمت که تحت تأثیر درگذشت علی انصاریان بود، صادقی علاوه بر اینکه در تیتراژ برنامه با گروه بمرانی همراهی کرد، قطعاتی از آثار خود از جمله «نفس» و «وایسا دنیا» را اجرا کرد و همراه با نوازنده ساز مورد علاقه‌اش (پیانو) نیز قطعهٔ «همهٔ اون روزا» را اجرا کرد. در این قسمت شهاب حسینی نیز با نواختن گیتار، قطعه‌ای از ناصر عبداللهی به نام «با همهٔ بی سر و سامانی‌ام» اجرا کرد.
ابتدا در مرداد ۱۳۹۹ اعلام شد برنامه همرفیق با اخذ مجوز از سازمان سینمایی کشور (زیرمجموعه وزارت فرهنگ و ارشاد اسلامی) ساخته و پخش خواهد شد اما پس از مدتی ساترا (سازمان تنظیم مقررات رسانه‌های صوت و تصویر فراگیر در فضای مجازی) که زیرمجموعه سازمان صدا و سیمای جمهوری اسلامی ایران است با انتشار بیانه‌ای اعلام کرد این قبیل برنامه‌ها نیازمند مجوز از این نهاد است و مجوزی که این برنامه از سازمان سینمایی اخذ کرده‌بود را نامعتبر دانست. به دنبال آن سید محمدمهدی طباطبایی‌نژاد، معاون وقت ارزشیابی و نظارت سازمان سینمایی، به نمایندگی از این سازمان به اطلاعیه ساترا واکنش نشان داد و تأکید کرد که صدور مجوز برای این برنامه در حوزه اختیارات سازمان سینمایی بوده‌است. سپس عوامل برنامه همرفیق از سازمان ساترا هم درخواست مجوز کردند که روابط عمومی این سازمان در ۹ مهر ۱۳۹۹ اعلام کرد همرفیق (برای پخش در نماوا) به همراه برنامه‌های دیرین دیرین و واسخندیش مجوز پخش دریافت کرده‌اند. این‌بار نوبت سازمان سینمایی بود که با اعتراض به این موضوع، درخواست عوامل همرفیق از ساترا را نشانه جدی نگرفتن مجوز وزارت ارشاد و درواقع نوعی بی‌احترامی تلقی کرد. در نهایت روابط عمومی برنامه همرفیق نیز در واکنش به این حواشی اعلام کرد این برنامه مطابق قانون برای «ساخت» از سازمان سینمایی و برای «پخش» از سازمان ساترا مجوز گرفته‌است.
پیش‌از پخش اولین قسمت همرفیق شایعه شد نوید محمدزاده، نخستین مهمان برنامه برای حضور در آن ۵۰۰ میلیون تومان تقاضا کرده‌است و این خبر حتی در خبرگزاری‌هایی نظیر مهر نیز پوشش داده شد اما هیچ‌یک از عوامل برنامه یا خود محمدزاده واکنشی به این شایعه نشان ندادند.
در قسمت هفتم برنامه که در تاریخ ۲ بهمن ۱۳۹۹ منتشر شد، مهران احمدی که به عنوان مهمان برنامه حاضر شده بود در قسمتی از صحبت‌هایش در راستای اشاره به تفاوت نسل‌ها می‌گوید: «ما کی رپ مسئله‌مان بود؟ اصلاً رپ چیه؟ رُبه بابا!»، شهاب حسینی نیز در ادامه می‌گوید: «دست روی دلم نگذار. پسرم رپ کرده. آبرویم را برده». پخش این قسمت از برنامه موجب شد تا طیف وسیعی از مخاطبان و طرفداران رپ فارسی به آن واکنش نشان دهند و در فضای مجازی به صفحات این دو بازیگر هجوم ببرند؛ در بین فعالان این عرصه هم رپرهایی از جمله سینا ساعی و خشایار اس‌آر واکنش نشان دادند و حتی در پی توئیت اعتراضی بهرام نورایی هشتگِ #این_دهن_بسته_بمونه_بهتره در توئیتر در اعتراض به مخالفان این سبک موسیقی به راه افتاد.
قسمت هشتم این برنامه که شبنم مقدمی مهمان آن بود بعد از چند روز از آرشیو سایت نماوا برداشته شد. ظاهراً علت حذف این قسمت، هم خوانی مقدمی با گروه موسیقی برنامه بوده‌است. بنا به گفته عوامل برنامه، این قسمت با دستور ساترا حذف شد.
در حالی که روابط عمومی برنامه همرفیق یا نماوا توضیح رسمی در این باره ندادند و حتی خود مقدمی هم در صفحه اینستاگرامش از علت آن اظهار بی‌اطلاعی کرد، اما به نظر می‌رسد همان تمایل به خوانندگی و همخوانی وی به عنوان یک زن، باعث حذف این قسمت شده‌است؛ البته در این همخوانی صدای واضحی از شبنم مقدمی شنیده نمی‌شود و احتمالاً تأیید اولیه برای پخش این قسمت نیز با همین توجیه بوده‌است.
در قسمت دهم، علی انصاریان به عنوان بهترین دوست رضا صادقی در همرفیق حاضر شد ولی پیش از پخش این قسمت درگذشت تا آخرین حضور رسانه‌ای انصاریان در برنامه همرفیق باشد. به همین علت این قسمت در هفتمین روز درگذشت وی به شکل رایگان از نماوا پخش شد و این پلتفرم با انتشار اطلاعیه‌ای خاطرنشان کرد پخش این قسمت به درخواست و هماهنگ با خانواده علی انصاریان بوده‌است.
محور اصلی برنامه، تکیه بر موضوع رفاقت و دوستی است، بیشتر مباحث مطروحه بین میزبان و مهمانان هم در رابطه با همین موضوع است؛ به همین علت است که مهمان برنامه بهترین دوست خود نیز دعوت می‌کند تا از اواسط برنامه به آن اضافه شود و گفتگو به صورت سه نفره ادامه پیدا کند.
مهمان اصلی یک هدیه یا یادگاری را با خود می‌آورد تا در حین اجرای برنامه به بهترین دوست خود که در آن‌جا حضور دارد اهدا کند و وی را غافلگیر کند. همچنین از طرف حامی مالی برنامه (شرکت آسان پرداخت پرشین) هدایایی به هر دو مهمان و یکی از تماشاگران برنامه اهدا می‌شود و به علاوه همه این‌ها در انتهای برنامه نیز تندیس مخصوص همرفیق که به شمایل دست دادن است به همراه انگشترهایی که عبارت «یا رفیق» روی آن‌هاست توسط شهاب حسینی به مهمانان اهدا می‌شود.

### کمپین همرفیق من
این برنامه کارزاری ابداع کرده‌است که با هشتگ #همرفیق_من در شبکه‌های اجتماعی شناسایی می‌شود؛ هدف این کمپین تولید محتوا و ویدئوهایی با موضوع رفاقت، خطاب به رفیق یا ضبط آن‌ها در کنار رفیق است که در هر قسمت از برنامه تعدادی از کلیپ‌های منتخب این کمپین به نمایش گذاشته می‌شوند.
انتخاب ویدئوهای برگزیده و همچنین اعلام آمادگی جهت حضور در برنامه به عنوان تماشاگر صرفاً از طریق اپلیکیشن «آپ» (مربوط به شرکت آسان پرداخت) میسر است.

### موسیقی زنده

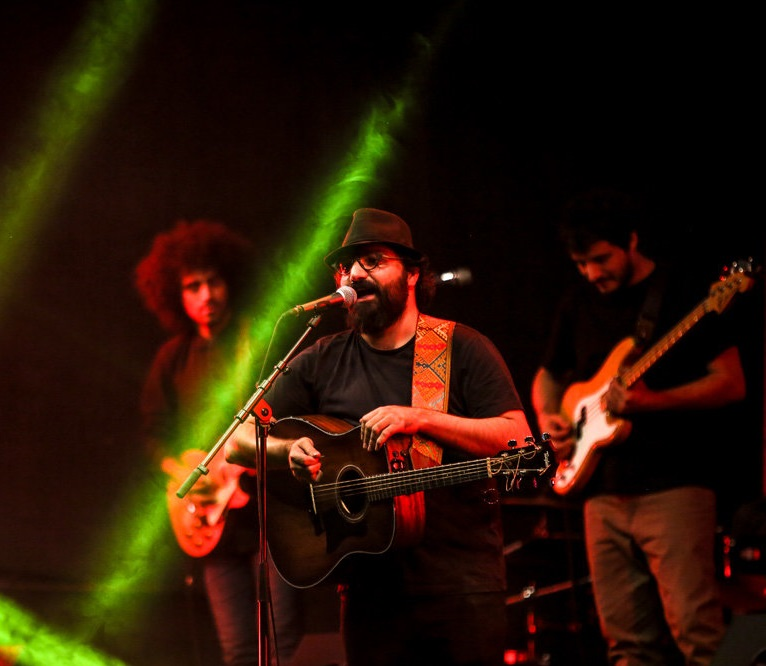
گروه بمرانی

گروه موسیقی بُمرانی در تمام دقایق برنامه در گوشه‌ای از استودیو حاضر هستند و علاوه بر شروع و پایان برنامه، در لحظات خاص آن مثل لحظه ورود مهمان اصلی یا بهترین دوست او به اجرای موسیقی زنده می‌پردازند.
در قسمت دوم برنامه که هوتن شکیبا حضور داشت، وی به واسطه دوستی قدیمی‌اش با اعضای گروه بمرانی و سابقه اجرا با آن‌ها، با آن‌ها همراه شد و قطعه‌ای که پیش‌از این نیز اجرا کرده بودند را در برنامه خواندند.
علاوه بر گروه بمرانی که به اجرای موسیقی باکلام می‌پردازد، در هر قسمت از برنامه نیز از یک نوازنده دعوت می‌شود تا ساز مورد علاقه مهمان برنامه را برای دقایقی بنوازد و این بخش به صورت موسیقی بی‌کلام است. هرچند نمایش ساز و آلات موسیقی در صدا و سیما ممنوعیت دارد اما در این بخش از برنامه از سازهایی نظیر دیوان، کمانچه و… استفاده می‌شود.
در قسمت پنجم، علاوه بر اینکه احمد مهران‌فر دقایقی با ساز دوزله همخوانی کرد، به درخواست شهاب حسینی، ندای این ساز سنتی با ریتم سازهای مدرن گروه بمرانی تلفیق شد و این دو نفر به همراه محسن تنابنده روی صحنه به رقص کردی پرداختند.
قسمت دهم با حضور رضا صادقی را می‌توان موزیکال‌ترین قسمت همرفیق نامید؛ در این قسمت که تحت تأثیر درگذشت علی انصاریان بود، صادقی علاوه بر اینکه در تیتراژ برنامه با گروه بمرانی همراهی کرد، قطعاتی از آثار خود از جمله «نفس» و «وایسا دنیا» را اجرا کرد و همراه با نوازنده ساز مورد علاقه‌اش (پیانو) نیز قطعهٔ «همهٔ اون روزا» را اجرا کرد. در این قسمت شهاب حسینی نیز با نواختن گیتار، قطعه‌ای از ناصر عبداللهی به نام «با همهٔ بی سر و سامانی‌ام» اجرا کرد.

## حاشیه‌ها

### اخذ مجوز
ابتدا در مرداد ۱۳۹۹ اعلام شد برنامه همرفیق با اخذ مجوز از سازمان سینمایی کشور (زیرمجموعه وزارت فرهنگ و ارشاد اسلامی) ساخته و پخش خواهد شد اما پس از مدتی ساترا (سازمان تنظیم مقررات رسانه‌های صوت و تصویر فراگیر در فضای مجازی) که زیرمجموعه سازمان صدا و سیمای جمهوری اسلامی ایران است با انتشار بیانه‌ای اعلام کرد این قبیل برنامه‌ها نیازمند مجوز از این نهاد است و مجوزی که این برنامه از سازمان سینمایی اخذ کرده‌بود را نامعتبر دانست. به دنبال آن سید محمدمهدی طباطبایی‌نژاد، معاون وقت ارزشیابی و نظارت سازمان سینمایی، به نمایندگی از این سازمان به اطلاعیه ساترا واکنش نشان داد و تأکید کرد که صدور مجوز برای این برنامه در حوزه اختیارات سازمان سینمایی بوده‌است. سپس عوامل برنامه همرفیق از سازمان ساترا هم درخواست مجوز کردند که روابط عمومی این سازمان در ۹ مهر ۱۳۹۹ اعلام کرد همرفیق (برای پخش در نماوا) به همراه برنامه‌های دیرین دیرین و واسخندیش مجوز پخش دریافت کرده‌اند. این‌بار نوبت سازمان سینمایی بود که با اعتراض به این موضوع، درخواست عوامل همرفیق از ساترا را نشانه جدی نگرفتن مجوز وزارت ارشاد و درواقع نوعی بی‌احترامی تلقی کرد. در نهایت روابط عمومی برنامه همرفیق نیز در واکنش به این حواشی اعلام کرد این برنامه مطابق قانون برای «ساخت» از سازمان سینمایی و برای «پخش» از سازمان ساترا مجوز گرفته‌است.

### درخواست مالی مهمانان
پیش‌از پخش اولین قسمت همرفیق شایعه شد نوید محمدزاده، نخستین مهمان برنامه برای حضور در آن ۵۰۰ میلیون تومان تقاضا کرده‌است و این خبر حتی در خبرگزاری‌هایی نظیر مهر نیز پوشش داده شد اما هیچ‌یک از عوامل برنامه یا خود محمدزاده واکنشی به این شایعه نشان ندادند.

### انتقاد مخاطبان موسیقی رپ
در قسمت هفتم برنامه که در تاریخ ۲ بهمن ۱۳۹۹ منتشر شد، مهران احمدی که به عنوان مهمان برنامه حاضر شده بود در قسمتی از صحبت‌هایش در راستای اشاره به تفاوت نسل‌ها می‌گوید: «ما کی رپ مسئله‌مان بود؟ اصلاً رپ چیه؟ رُبه بابا!»، شهاب حسینی نیز در ادامه می‌گوید: «دست روی دلم نگذار. پسرم رپ کرده. آبرویم را برده». پخش این قسمت از برنامه موجب شد تا طیف وسیعی از مخاطبان و طرفداران رپ فارسی به آن واکنش نشان دهند و در فضای مجازی به صفحات این دو بازیگر هجوم ببرند؛ در بین فعالان این عرصه هم رپرهایی از جمله سینا ساعی و خشایار اس‌آر واکنش نشان دادند و حتی در پی توئیت اعتراضی بهرام نورایی هشتگِ #این_دهن_بسته_بمونه_بهتره در توئیتر در اعتراض به مخالفان این سبک موسیقی به راه افتاد.

### حذف برنامه شبنم مقدمی
قسمت هشتم این برنامه که شبنم مقدمی مهمان آن بود بعد از چند روز از آرشیو سایت نماوا برداشته شد. ظاهراً علت حذف این قسمت، هم خوانی مقدمی با گروه موسیقی برنامه بوده‌است. بنا به گفته عوامل برنامه، این قسمت با دستور ساترا حذف شد.
در حالی که روابط عمومی برنامه همرفیق یا نماوا توضیح رسمی در این باره ندادند و حتی خود مقدمی هم در صفحه اینستاگرامش از علت آن اظهار بی‌اطلاعی کرد، اما به نظر می‌رسد همان تمایل به خوانندگی و همخوانی وی به عنوان یک زن، باعث حذف این قسمت شده‌است؛ البته در این همخوانی صدای واضحی از شبنم مقدمی شنیده نمی‌شود و احتمالاً تأیید اولیه برای پخش این قسمت نیز با همین توجیه بوده‌است ولی درحال حاضر قسمت ۸ این برنامه در پلتفرم نماوا قابل مشاهده است.

### پخش برنامه علی انصاریان
در قسمت دهم، علی انصاریان به عنوان مهمان رضا صادقی در همرفیق حاضر شد ولی پیش از پخش این قسمت درگذشت تا آخرین حضور رسانه‌ای انصاریان در برنامه همرفیق باشد. به همین علت این قسمت در هفتمین روز درگذشت وی به شکل رایگان از نماوا پخش شد و این پلتفرم با انتشار اطلاعیه‌ای خاطرنشان کرد پخش این قسمت به درخواست و هماهنگ با خانواده علی انصاریان بوده‌است.

### حذف برنامه هستی مهدوی
هستی مهدوی در ۲۱ تیر ۱۴۰۰ با انتشار پستی در صفحه اینستاگرام خود از حضورش در برنامه همرفیق و پخش نشدن این برنامه خبر داد و در ادامه از افزایش سانسور در برنامه‌های تولید شده در شبکه نمایش خانگی انتقاد کرد.

## فهرست مهمان‌ها
| مجری | شهاب حسینی |  |

| ردیف              | تاریخ پخش        | مهمان اصلی                                 | مهمان اصلی | همرفیق                                    | همرفیق | هدیه مهمان به همرفیق خود                                               |
| ردیف              | تاریخ پخش        | نام                                        | نگاره      | نام                                       | نگاره  | هدیه مهمان به همرفیق خود                                               |
| ----------------- | ---------------- | ------------------------------------------ | ---------- | ----------------------------------------- | ------ | ---------------------------------------------------------------------- |
| ۱                 | ۲۰ آذر ۱۳۹۹      | نوید محمدزاده (بازیگر)                     |            | وحید جلیلوند (کارگردان)                   | بی قاب | کتی که محمدزاده در هنگام دریافت جایزه ونیز به تن داشت                  |
| ۲                 | ۲۷ آذر ۱۳۹۹      | هوتن شکیبا (بازیگر)                        |            | بهرام افشاری (بازیگر)                     |        | یک تابلوی نقاشی اثر مهدی ضیاءالدینی (دایی هوتن شکیبا)                  |
| ۳                 | ۴ دی ۱۳۹۹        | پژمان جمشیدی (فوتبالیست و بازیگر)          |            | سام درخشانی (بازیگر)                      |        | چند جلد کتاب                                                           |
| ۴                 | ۱۱ دی ۱۳۹۹       | فاطمه معتمدآریا (بازیگر)                   |            | مرضیه برومند (کارگردان و بازیگر)          |        | عکس یادگاری قدیمی از حضور مرضیه برومند در مراسم ازدواج فاطمه معتمدآریا |
| ۵                 | ۱۸ دی ۱۳۹۹       | محسن تنابنده (بازیگر)                      |            | احمد مهران‌فر (بازیگر)                     |        | کفش بچگانه برای پسر احمد مهران فر                                      |
| ۶                 | ۲۵ دی ۱۳۹۹       | هادی حجازی‌فر (بازیگر)                      |            | محمدحسین مهدویان (کارگردان)               |        | چند لوح فشرده از موسیقی نواحی ایران                                    |
| ۷                 | ۲ بهمن ۱۳۹۹      | مهران احمدی (بازیگر)                       |            | برزو نیک‌نژاد (کارگردان)                   |        | یک عدد ساعت مچی مردانه                                                 |
| ۸                 | ۹ بهمن ۱۳۹۹      | شبنم مقدمی (بازیگر)                        |            | مریم شیرازی (بازیگر)                      |        | یک گلدان سرخس                                                          |
| ۹                 | ۱۶ بهمن ۱۳۹۹     | نیما رئیسی (بازیگر و صداپیشه)              |            | محمد رضا علیمردانی (بازیگر و صداپیشه)     |        | یک کره جغرافیایی                                                       |
| ۱۰                | ۲۳ بهمن ۱۳۹۹     | رضا صادقی (خواننده)                        |            | علی انصاریان (بازیگر و فوتبالیست)         |        | یک فرنچ پرس                                                            |
| ۱۱                | ۳۰ بهمن ۱۳۹۹     | خداداد عزیزی (فوتبالیست)                   |            | رضا شاهرودی (فوتبالیست)                   |        | پیراهن شماره ۱۶ پرسپولیس (شماره پیراهن سابق رضا شاهرودی)               |
| ۱۲                | ۷ اسفند ۱۳۹۹     | جواد عزتی (بازیگر)                         |            | سروش صحت (کارگردان، نویسنده و بازیگر)     |        | یک قوری از جنس چدن                                                     |
| ۱۳                | ۱۴ اسفند ۱۳۹۹    | پیمان قاسم‌خانی (نویسنده و بازیگر)          |            | مهراب قاسم‌خانی (نویسنده)                  |        | اکشن فیگورِ دانیل دی-لوئیس در دارودسته‌های نیویورکی                      |
| ۱۴                | ۲۱ اسفند ۱۳۹۹    | سارا بهرامی (بازیگر)                       |            | پردیس احمدیه (بازیگر)                     |        | یک فلوت ریکوردر                                                        |
| ۱۵                | ۲۸ اسفند ۱۳۹۹    | احمدرضا عابدزاده (فوتبالیست)               |            | کریم باقری (فوتبالیست)                    |        | اجازه بازکردن هدیه توسط احمدرضا عابد زاده داده نشد                     |
| ۱۶                | ۵ فروردین ۱۴۰۰   | مهدی هاشمی (بازیگر)                        |            | امین تارخ (بازیگر)                        |        | جعبه موسیقی                                                            |
| ۱۷                | ۱۲ فروردین ۱۴۰۰  | هومن سیدی (بازیگر و کارگردان)              |            | نوید پورفرج (بازیگر)                      |        | پیراهن ورزشی باشگاه فوتبال آ.ث. میلان                                  |
| ۱۸                | ۱۹ فروردین ۱۴۰۰  | میترا حجار (بازیگر)                        |            | کتایون جهانگیری (بازیگر و مستندساز)       |        | دو جلد کتاب                                                            |
| ۱۹                | ۲۶ فروردین ۱۴۰۰  | پژمان بازغی (بازیگر)                       |            | کامبیز دیرباز (بازیگر)                    |        | یک موتور اسباب بازی طرح قدیمی                                          |
| ۲۰                | ۳۱ فروردین ۱۴۰۰  | داریوش ارجمند (بازیگر)                     |            | امیریل ارجمند (بازیگر و خواننده)          |        | شاهنامه فردوسی                                                         |
| ۲۱                | ۹ اردیبهشت ۱۴۰۰  | علیرضا عصار (خواننده و آهنگساز)            |            | سیامک انصاری (بازیگر)                     |        | پکیج کامل سه گانه جنگ ستارگان                                          |
| ۲۲                | ۱۶ اردیبهشت ۱۴۰۰ | رویا تیموریان (بازیگر)                     |            | دنیا مدنی (بازیگر)                        |        | کاشت نهال کُنار در شوشتر به نام دنیا مدنی                               |
| ۲۳                | ۲۳ اردیبهشت ۱۴۰۰ | حمیدرضا آذرنگ (بازیگر، نویسنده و کارگردان) |            | احسان عبدی پور (فیلم‌نامه‌نویس و کارگردان)  |        | کِتری ذغالی                                                             |
| ۲۴                | ۲۴ اردیبهشت ۱۴۰۰ | سعید راد (بازیگر)                          |            | احمد نجفی (بازیگر)                        |        | یک گلدان گل سرخ                                                        |
| ۲۵                | ۶ خرداد ۱۴۰۰     | پانته‌آ بهرام (بازیگر)                      |            | رکسانا بهرام (بازیگر)                     |        | یک کیف قدیمی و بچگانه                                                  |
| ۲۶                | ۱۳ خرداد ۱۴۰۰    | مهدی سلطانی (بازیگر)                       |            | حسین پاکدل‌ (بازیگر،نویسنده،کارگردان،مجری) |        | کیف چرمی                                                               |
| ۲۷                | ۲۰ خرداد ۱۴۰۰    | علی نصیریان (بازیگر)                       |            | فرهاد آئیش و داریوش مؤدبیان (بازیگر)      |        | آئیش:خودکار مؤدبیان:عینک                                               |
| ۲۸                | ۲۷ خرداد ۱۴۰۰    | رحیم نوروزی (بازیگر)                       |            | امین زندگانی (بازیگر)                     |        | قلم دزفولی و تابلوی خوشنویسی                                           |
| ۲۹                | ۱ تیر ۱۴۰۰       | رامین ناصرنصیر (بازیگر)                    |            | مازیار شریفیان (خواننده موسیقی سنتی)      |        | جعبه موسیقی                                                            |
| ۳۰                | ۳ تیر ۱۴۰۰       | هانیه توسلی (بازیگر)                       |            | شبنم فرشادجو (بازیگر)                     |        | دیوان حافظ                                                             |
| ۳۱(پایان فصل اول) | ۱۰ تیر ۱۴۰۰      | حسن ریوندی (استندآپ کمدین)                 |            | وحید شمسایی (بازیکن فوتسال)               |        | عطر                                                                    |